# Geombinatorics
Geombinatorics — математический журнал основанный в 1991 году. Посвящён открытым вопросам выпуклой и комбинаторной геометрии и смежных областях.
В отличие от многих других математических журналов, его статьи имеют менее формальный стиль и более доступны для студентов.
Пал Эрдёш был редактором и активным участником Geombinatorics.

## Показатели
В 2015 году MCQ журнала составил 0.04 при среднем 0.39 по всем журналам в базе данных Mathematical Reviews.

## Внешние ссылки
- Geombinatorics